# Un jeu cruel
Un jeu cruel (titre original : Thorns) est un roman de Robert Silverberg publié en 1967. Cet ouvrage fut nommé pour le prix Hugo du meilleur roman 1968.

## Résumé
Duncan Chalk est à la tête d'une entreprise de divertissements florissante, les plus grands sites touristiques lui appartiennent, et il a la particularité de se nourrir des émotions et des souffrances d'autrui. 
Afin d'assouvir ses appétits et ceux d'un public toujours plus avide d'images choc, il met sous les feux des projecteurs deux êtres brisés, deux monstres que tout sépare : Lona Kelvin, une adolescente de dix-sept ans à qui on a prélevé des centaines d'ovules, jeune vierge mère de cent enfants ; Minner Burris, astronaute remodelé, reconstruit de la tête aux pieds par d'impitoyables extraterrestres. 
De leur rencontre va naître une histoire riche en émotions, à même de satisfaire les besoins des gens normaux, monstres assoiffés de sensations fortes.